# Liste des routes d'État en Arizona
Le réseau des routes d'État d'Arizona a été constitué le 9 septembre 1927. Le réseau était constitué de 27 routes originales, lesquelles étaient principalement des routes de terre. Jusqu'en 1942, le bouclier des routes contenait une svastika, symbole utilisé par les Navajos. Le symbole a été retiré en 1941, car il était associé au régime Nazi d'Allemagne.
Le réseau moderne de routes a été introduit dans les années 1950.

## Liste des routes d'État
| Numéro       | Longueur (mi) | Longueur (km) | Terminus sud / ouest                              | Terminus nord / est                                               | Créée    | Notes                                                          |
| ------------ | ------------- | ------------- | ------------------------------------------------- | ----------------------------------------------------------------- | -------- | -------------------------------------------------------------- |
| SR 24        | 5,48          | 8,82          | Loop 202 à Mesa                                   | Ironwood Road à Queen Creek / Apache Junction                     | 2014     |                                                                |
| SR 30        | —             | —             | Loop 303 à Goodyear                               | Loop 202 à Phoenix                                                | proposée |                                                                |
| SR 51        | 16,70         | 26,88         | I-10 / Loop 202 à Phoenix                         | Loop 101 à Phoenix                                                | 1987     |                                                                |
| SR 61        | 76,51         | 123,13        | US 60 près de Show Low                            | NM 53 à la frontière avec le Nouveau-Mexique près de Zuni Pueblo  | 1935     |                                                                |
| SR 64        | 108,31        | 174,31        | I-40 à Williams                                   | US 89 près de Cameron                                             | 1932     |                                                                |
| SR 66        | 66,59         | 107,17        | I-40 à Kingman                                    | Limite des comtés de Coconino et de Yavapai                       | 1984     |                                                                |
| SR 67        | 43,40         | 69,85         | Bright Angel Point près de North Rim              | US 89A près de Jacob Lake                                         | 1941     |                                                                |
| SR 68        | 27,88         | 44,87         | SR 95 à Bullhead City                             | US 93 près de Kingman                                             | 1941     |                                                                |
| SR 69        | 33,87         | 54,51         | I-17 près de Cordes Lakes                         | SR 89 à Prescott                                                  | 1936     | Se prolongeait jusqu'à Phoenix mais a été remplacée par l'I-17 |
| SR 71        | 24,16         | 38,88         | US 60 près d'Aguila                               | SR 89 près de Congress                                            | 1936     |                                                                |
| SR 72        | 36,74         | 59,13         | SR 95 près de Parker                              | US 60 à Hope                                                      | 1930     |                                                                |
| SR 73        | 46,79         | 75,30         | US 60 près de Show Low                            | SR 260 près de Pinetop                                            | 1927     |                                                                |
| SR 74        | 31,02         | 49,92         | US 60 près de Morristown                          | I-17 à Phoenix                                                    | 1964     |                                                                |
| SR 75        | 19,39         | 31,21         | US 70 à Duncan                                    | US 191 / SR 78 près de Clifton                                    | 1932     |                                                                |
| SR 77        | 238,71        | 384,17        | I-10 à Tucson                                     | BIA Route 6à la frontière avec la Nation Navajo                   | 1930     |                                                                |
| SR 78        | 19,50         | 31,38         | US 191 / SR 75 à Three Way                        | NM 78 à la frontière avec le Nouveau-Mexique                      | 1959     |                                                                |
| SR 79        | 58,40         | 93,99         | SR 77 près de Tucson                              | US 60 près de Gold Canyon                                         | 1992     |                                                                |
| SR 80        | 120,23        | 193,49        | I-10 BL près de Benson                            | NM 80 à la frontière avec le Nouveau-Mexique près d'Animas        | 1989     | Ancienne US 80                                                 |
| SR 82        | 65,74         | 105,80        | I-19 BL à Nogales                                 | SR 80 près de Tombstone                                           | 1927     |                                                                |
| SR 83        | 53,63         | 86,31         | Lac Parker Canyon                                 | I-10 près de Tucson                                               | 1927     |                                                                |
| SR 84        | 40,94         | 65,89         | I-8 près de Stanfield                             | I-10 près de Picacho                                              | 1927     |                                                                |
| SR 85        | 117,87        | 189,69        | Fed. 8 à la frontière mexicaine à Lukeville       | I-10 à Buckeye                                                    | 1936     |                                                                |
| SR 86        | 118,12        | 190,10        | SR 85 à Why                                       | 16th Avenue à Tucson                                              | 1930     |                                                                |
| SR 87        | 287,28        | 462,33        | SR 84 (unsigned) près d'Eloy                      | SR 264 près de Second Mesa                                        | 1927     |                                                                |
| SR 88        | 45,68         | 73,51         | US 60 à Apache Junction                           | SR 188 près de Roosevelt                                          | 1927     |                                                                |
| SR 89        | 104,53        | 168,22        | US 93 près de Wickenburg                          | I-40 à Ash Fork                                                   | 1992     |                                                                |
| SR 89A       | 83,85         | 134,94        | SR 89 à Prescott                                  | I-40 BL à Flagstaff                                               | 1992     | Ancienne US 89A                                                |
| SR 90        | 46,77         | 75,27         | SR 80 près de Tombstone                           | I-10 à Benson                                                     | 1957     |                                                                |
| SR 92        | 33,91         | 54,57         | SR 90 près de Sierra Vista                        | SR 80 à Bisbee                                                    | 1935     |                                                                |
| SR 95        | 116,46        | 187,42        | I-10 BL / US 95 à Quartzsite                      | SR 163 près de Bullhead City                                      | 1936     |                                                                |
| SR 96        | 21,79         | 35,07         | SR 97 près de Bagdad                              | CR 15 (comté de Yavapai) à Hillside                               | 1962     |                                                                |
| SR 97        | 10,91         | 17,56         | US 93 près de Congress                            | SR 96 près de Bagdad                                              | 1962     |                                                                |
| SR 98        | 66,89         | 107,65        | US 89 à Page                                      | US 160 près de Tonalea                                            | 1974     |                                                                |
| SR 99        | 44,31         | 71,31         | Forest Service Road 34 au sud de Winslow          | BIA Route 15 près de Leupp                                        | 1970     |                                                                |
| Loop 101     | 60,98         | 98,14         | I-10 à Tolleson                                   | Loop 202 à Chandler                                               | 1988     |                                                                |
| SR 143       | 3,93          | 6,32          | I-10 / US 60 à Phoenix                            | McDowell Road à Phoenix                                           | 1957     |                                                                |
| SR 169       | 15,16         | 24,40         | SR 69 à Dewey                                     | I-17 à Camp Verde                                                 | 1971     |                                                                |
| SR 177       | 31,69         | 51,00         | SR 77 à Winkelman                                 | US 60 à Superior                                                  | 1953     |                                                                |
| SR 179       | 14,49         | 23,32         | I-17 près de Lake Montezuma                       | SR 89A à Sedona                                                   | 1962     |                                                                |
| SR 180A      | 11,18         | 17,99         | SR 61 à Concho                                    | US 180 près de Concho                                             | 1974     |                                                                |
| SR 181       | 26,80         | 43,13         | US 191 près de Pearce                             | Chiricahua National Monument près de Willcox                      | 1970     |                                                                |
| SR 186       | 33,39         | 53,74         | Virginia Avenue à Willcox                         | SR 181 près de Willcox                                            | 1955     |                                                                |
| SR 187       | 5,43          | 8,74          | SR 387 près de Casa Grande                        | SR 87 près de Sacaton                                             | 1944     |                                                                |
| SR 188       | 60,85         | 97,93         | US 60 près de Globe                               | SR 87 près de Rye                                                 | 1959     |                                                                |
| SR 189       | 3,75          | 6,04          | Fed. 15D à la frontière mexicaine près de Nogales | SR 19 Bus. à Nogales                                              | 1956     |                                                                |
| SR 195       | 22,08         | 35,53         | Avenue E½ près de San Luis                        | I-8 à Yuma                                                        | 2009     |                                                                |
| Loop 202     | 77,66         | 124,98        | I-10 / SR 51 à Phoenix                            | I-10 à West Phoenix                                               | 1990     |                                                                |
| SR 210       | 3,96          | 6,37          | Broadway Boulevard à Tucson                       | Golf Links Road à Tucson                                          | 1998     |                                                                |
| SR 238       | 20,27         | 32,62         | Mobile                                            | SR 347 à Maricopa                                                 | 1986     |                                                                |
| SR 260       | 217,78        | 350,48        | SR 89A à Cottonwood                               | US 180 / US 191 à Eagar                                           | 1970     |                                                                |
| SR 261       | 17,92         | 28,84         | SR 273 près de Crescent Lake                      | SR 260 à Eagar                                                    | 1991     |                                                                |
| SR 264       | 154,35        | 248,40        | US 160 à Tuba City                                | NM 264 à la frontière avec le Nouveau-Mexique près de Window Rock | 1961     |                                                                |
| SR 266       | 19,18         | 30,87         | Fort Grant Road près de Fort Grant                | US 191 près de Safford                                            | 1957     |                                                                |
| SR 273       | 19,26         | 31,00         | Three Forks Road près de Big Lake                 | SR 260 près de McNary                                             | 1957     |                                                                |
| SR 277       | 30,66         | 49,34         | SR 260 près de Heber                              | SR 77 à Snowflake                                                 | 1962     |                                                                |
| SR 286       | 45,04         | 72,48         | Frontière mexicano-américaine à Sasabe            | SR 86 à Three Points                                              | 1955     |                                                                |
| SR 287       | 32,07         | 51,61         | SR 84 / SR 387 à Casa Grande                      | SR 79 à Florence                                                  | 1932     |                                                                |
| SR 288       | 52,56         | 84,59         | SR 188 près de Theodore Roosevelt Lake            | Chamberlain Trail près de Young                                   | 1959     |                                                                |
| SR 289       | 10,33         | 16,62         | Peña Blanca Lake                                  | I-19 près de Nogales                                              | 1960     |                                                                |
| Loop 303     | 35,25         | 56,73         | Van Buren Street à Goodyear                       | I-17 près de Peoria                                               | 1991     |                                                                |
| SR 347       | 28,69         | 46,17         | SR 84 près de Stanfield                           | I-10 près de Chandler                                             | 1997     |                                                                |
| SR 366       | 28,33         | 45,59         | Près du Mont Graham                               | US 191 à Swift Trail Junction                                     | 1960     |                                                                |
| SR 373       | 4,46          | 7,18          | CR 1120 à Greer                                   | SR 260 près d'Eagar                                               | 1961     |                                                                |
| SR 377       | 33,83         | 54,44         | SR 277 près de Heber                              | SR 77 près de Holbrook                                            | 1971     |                                                                |
| SR 386       | 11,88         | 19,12         | Près de l'Observatoire de Kitt Peak               | SR 86 près de Sells                                               | 1967     |                                                                |
| SR 387       | 15,71         | 25,28         | SR 84 / SR 287 à Casa Grande                      | SR 87 près de Coolidge                                            | 1967     |                                                                |
| SR 389       | 32,60         | 52,46         | SR 59 à la frontière avec l'Utah à Colorado City  | US 89A à Fredonia                                                 | 1960     |                                                                |
| SR 473       | 9,91          | 15,95         | SR 260 près de McNary                             | Près de Hawley Lake                                               | 1967     |                                                                |
| SR 564       | 9,16          | 14,74         | US 160 près de Tuba City                          | Près du Navajo National Monument                                  | 1970     |                                                                |
| SR 587       | 6,10          | 9,82          | I-10 près de Casa Blanca                          | SR 87 près de Sun Lakes                                           | 1985     |                                                                |
| SR 989       | 2,04          | 3,28          | Mandarin Lane à Oro Valley                        | SR 77 à Oro Valley                                                | 1993     | Non-indiquée                                                   |
| - Non-ouvert |               |               |                                                   |                                                                   |          |                                                                |